# 無涯亮倪
無涯亮倪（むがい りょうげい、生没年不詳）は、室町時代の僧侶。妙楽寺（福岡市博多区）十二世住職。

## 略歴
医師陳外郎(大年宗寿)の子で、師は無方宗応 。1419年京都に遊学中、応永の外寇後の朝鮮の意図を探るため、大蔵経入手を名目に足利義持の正使として派遣された。翌年、回礼使の宋希璟と共に帰国した。